# ニーソックス
ニーソックス（英: knee socks）とは膝上まである長い靴下のことであり、以下のような種類に分類される。
- オーバーニーソックス（over-knee socks）：膝を超える丈の長い靴下
- サイハイソックス（thigh-high socks）：オーバーニーソックスよりもさらに長い太腿を超える丈の靴下

これらを総称して「ニーソックス」としている。略して「ニーソ」とすることがある。

## 概要

### ニーソックスの特徴
膝を覆い、太腿付近までの、長い丈を持った靴下がこのように呼ばれる。市販されているものの丈は踵から50cm以上ぐらいのものが多く、標準的な体型の女性が身につけた場合、膝より10cm以上ほど上までが覆われる。黒色で薄手のものが多く着用されるが、その他の色や素材、レースなどで装飾が施されたもの、レース生地のもの、ボーダーなどの柄入りのものも売られている。

### 「ニーハイ」
ニーハイ（英：knee high）とは、「膝上」「膝上丈」を指すファッションの慣用的表現である。
英語において「ニーハイ」とは膝下までの高さを指し、膝上丈は「オーバー・ザ・ニー」（over the knee）や太腿丈は「サイハイ」（thigh high）と言う。そのため、英語では「ニーハイソックス」や「ニーハイズ」（knee-highs）はいわゆるハイソックスを意味するが、日本語では「ニーハイ」を「膝上丈」の意味で誤用している。
膝上丈の靴下を「ニーハイソックス」（あるいは「ニーソックス」）と呼ぶほか、2006年頃から流行した膝上丈ブーツを「ニーハイブーツ」と称する。
インターネット上では、「いいニーハイ」の語呂合わせで11月28日を「ニーハイの日」とし、ニーハイソックスの画像等を投稿する遊びがある。

### 定義[4]

#### ニーハイ
日本では「膝より少し上でオーバーニーソックスよりも下のレベルのもの」が「ニーハイ」とされる。一般的には、これをニーソックスと同じものとしている場合が多いが、厳密にはこの背丈（40 - 50cm）のソックスを「ニーハイ」と呼ぶ。

#### ニーソックス
ニーハイより長いオーバーニーソックス（50 - 60cm）、さらに長いサイハイソックス（60cm以上）というものも存在する。一般的にはそれらを総称してニーソックス、ニーソと呼称する。現在日本では「ニーハイ」という単語が多用されているが、あくまでニーハイとは｢膝丈｣とか｢膝までの高さの｣という意味の英語であり、本来の単語の意味と相違がみられる。

### その他の用語
サイハイソックスは、靴下の種類で一番丈の長い物（長靴下）を指す業界用語、または業界用語を元にした俗称である。元々は業界用語であるが、工業規格などで具体的に寸法が決まっているわけではなく、オーバーニーソックスとの区別は曖昧で、基本的に仕立て寸法（平置き寸法）で区別をする。メーカーやショップのカタログデータで見る限り、仕立て寸法で約60cm以上の丈がある物をサイハイソックスと呼び、オーバーニーソックスより平均10cm程度長い。一部で誤解されているが、呼び名はあくまで仕立て寸法を基準にしているため、実際に着用した際に履き口が脚のどこまで届くかには関係がなく、取扱業者によってサイハイソックスとは呼び名が異なる場合がある。

## ファッションとしての普及
中世ヨーロッパの貴族が着用していたホーズを起源とする長靴下は、もともと男性用のものだったが19世紀に入り女性にも着用されるようになり、やがて薄手のナイロンストッキングの発売により女性向けファッションとして広まった。その後、一般的に「ストッキング」と言えば薄手のナイロンストッキングを指すようになったため、それと区別するために「膝下（knee-length）の靴下（socks）」= 「ニーソックス」と呼ぶようになり、スポーツ用や登山用の厚手のウール靴下を指して用いられた。
本来のニーソックス、およびニーハイソックスとは、膝下までの丈の靴下を表す言葉である。 しかしこの長さのものは「ハイソックス」と呼ばれており、その他の呼称は知られていなかった。 そのため現代の日本においては、ニーソックス、ニーソ、ニーハイソックスという呼称も「オーバーニーソックス」、「サイハイソックス」と同じ意味で浸透し、 使用されている。
ニーソックスのファッションスタイルが見映えする体型は、身長が高いことが有利であり、ほっそりした長い脚を持つ女性はすべての布地（織り方）や模様および色が良く似合うが、むっちりした脚の場合はシンプルな模様の暗い色のものが適している。収縮色である黒系のニーソックスは、脚を実際よりも細く魅せる効果があるが、逆に膨張色である白系のニーソックスは脚を太く見せてしまう傾向がある。
日本では、ニーソックス自体は1980年代にはすでに存在しており、歌番組などにおいて女性アイドルがミニスカートとあわせて着用しているのが見受けられた。当時は黒はあまり使われず白が多く、名前もハイソックスと呼ばれていた。当初はロリータ・ファッションの一部として見られていたが、2006年前後からミニスカート、キュロットやショートパンツとあわせて履く「美脚ファッション」として流行し、カジュアルな着こなしに留まらずフォーマルファッション、ギャル系ファッション、制服、パンク・ファッション、メイド服、コスプレなど服装の種類を問わずに組み合わせる事が出来る事から、幅広いジャンルの若年層から根強い人気を得ているファッションアイテムとなった。
2000年代以降はサイハイソックスと人気が並行する形で、多くの女子高校生たちの間で流行して履かれるようになった。女子高校生たち曰く、理由は「女の色気があるから」、「色っぽく見せるため」、「防寒用で履く」などである。
2011年頃には、ニーソックスの丈の上下で配色が分かれるストッキング、いわゆるニーハイストッキングが登場した。ストッキング部分は肌色、ニーソックス部分の色は黒などになっており、「フェイクニーソ」と称されることがある。足が太い女性でもニーソックスの上に肉が載ることもなく、また足の曲げ伸ばしなどによってニーソックスが下がってくることもないため、既存のニーソックスの欠点を補うとして注目された

## サブカルチャー
ニーソックスは漫画・アニメ・ゲームなど、架空の女性キャラクターが着用することも多く、オタク文化においてはいわゆる「絶対領域」と併せて萌え属性として採り上げられる事も多い。